# Хайфилл (Арканзас)
Хайфилл (англ. Highfill, Arkansas) — город, расположенный в округе Бентон (штат Арканзас, США) с населением в 379 человек по статистическим данным переписи 2000 года.

## География
По данным Бюро переписи населения США город Хайфилл имеет общую площадь в 29,27 квадратных километров, водных ресурсов в черте населённого пункта не имеется.
Город Хайфилл расположен на высоте 412 метров над уровнем моря.

## Демография
По данным переписи населения 2000 года в Хайфилле проживало 379 человек, 111 семей, насчитывалось 144 домашних хозяйств и 165 жилых домов. Средняя плотность населения составляла около 12,9 человек на один квадратный километр. Расовый состав Хайфилла по данным переписи распределился следующим образом: 92,08 % белых, 5,28 % — коренных американцев, 1,06 % — азиатов, 0,26 % — представителей смешанных рас, 1,32 % — других народностей. Испаноговорящие составили 1,06 % от всех жителей города.
Из 144 домашних хозяйств в 32,6 % — воспитывали детей в возрасте до 18 лет, 61,1 % представляли собой совместно проживающие супружеские пары, в 11,8 % семей женщины проживали без мужей, 22,9 % не имели семей. 19,4 % от общего числа семей на момент переписи жили самостоятельно, при этом 6,9 % составили одинокие пожилые люди в возрасте 65 лет и старше. Средний размер домашнего хозяйства составил 2,63 человек, а средний размер семьи — 2,90 человек.
Население города по возрастному диапазону по данным переписи 2000 года распределилось следующим образом: 26,4 % — жители младше 18 лет, 8,4 % — между 18 и 24 годами, 31,4 % — от 25 до 44 лет, 22,7 % — от 45 до 64 лет и 11,1 % — в возрасте 65 лет и старше. Средний возраст жителей составил 34 года. На каждые 100 женщин в Хайфилле приходилось 100,5 мужчин, при этом на каждые сто женщин 18 лет и старше приходилось 95,1 мужчин также старше 18 лет.
Средний доход на одно домашнее хозяйство в городе составил 28 854 доллара США, а средний доход на одну семью — 30 938 долларов. При этом мужчины имели средний доход в 21 477 долларов США в год против 21 705 долларов среднегодового дохода у женщин. Доход на душу населения в городе составил 12 701 доллар в год. 5,3 % от всего числа семей в округе и 18,6 % от всей численности населения находилось на момент переписи населения за чертой бедности, при этом 21,4 % из них были моложе 18 лет и 29,2 % — в возрасте 65 лет и старше.